# موزه سیار

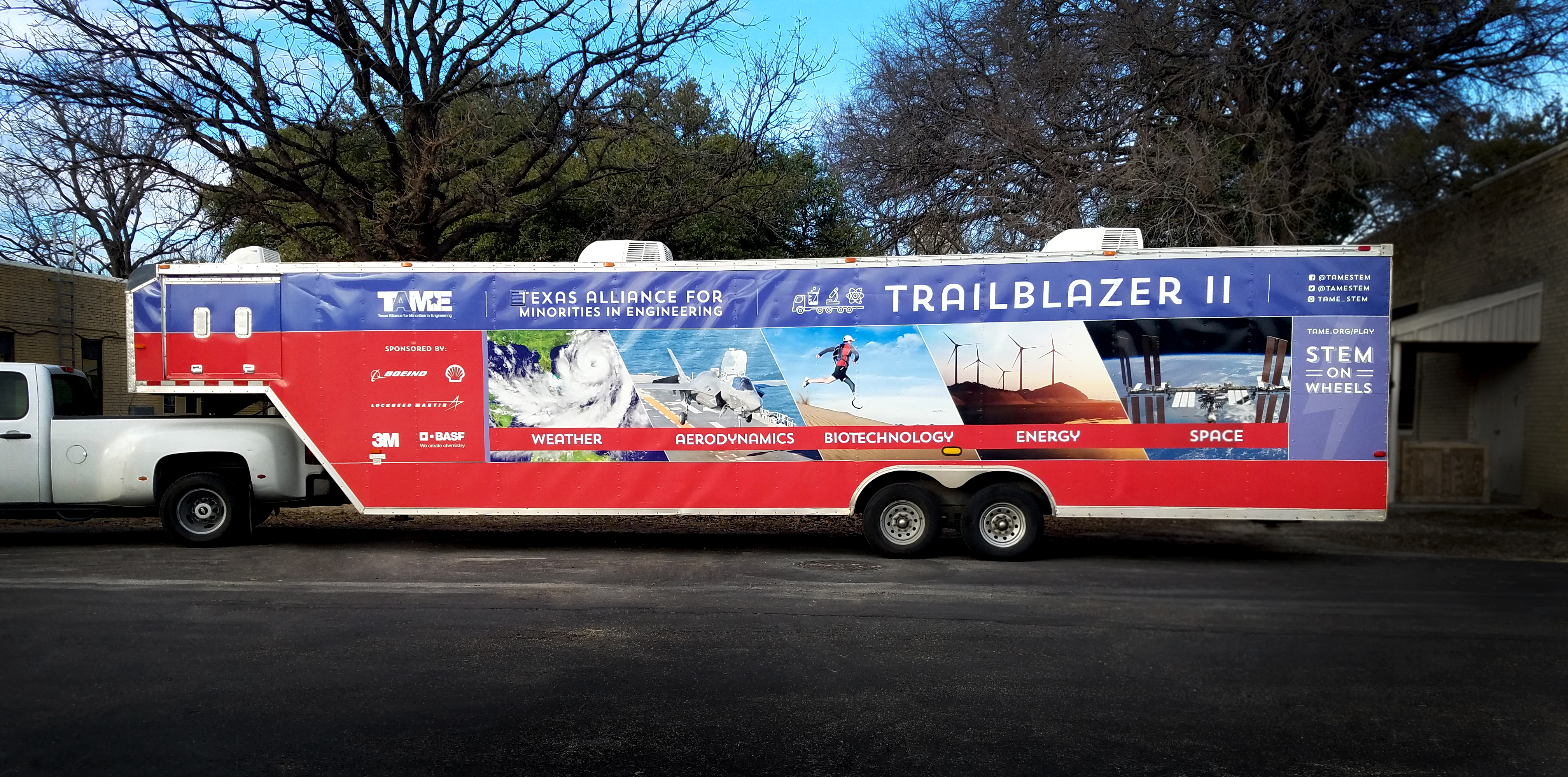
یک موزه سیار در تگزاسِ آمریکا برای ترویج علم، فناوری، مهندسی، و ریاضیات در بین دانش آموزان خردسال

موزه سیار (به انگلیسی: Mobile museum) (به فرانسوی: Musée mobile) به موزه‌ای گفته می‌شود که جای ثابتی ندارد و متحرک است و موزه را با استفاده از وسایل نقلیه به سمت مردم می‌برد. وسایل نقلیه حامل این موزه‌ها به‌طور معمول ماشین کاروان یا کامیون است، که کنار کتابخانه‌ها، مدارس و مراسم‌ها مستقر می‌شوند.

## در ایران
اولین موزه سیار در ایران، «کودکان ما» نام دارد که فاقد شی و وسیله است و موضوع آن آموزش کودکان است که در آن مربیان موزه از طریق بازی و آموزش و سرگرمی مطالب مختلف را به کودکان می‌آموزند.